# Преображенский, Борис Георгиевич
Бори́с Гео́ргиевич Преображе́нский (род. 22 июня 1939, село Щучье, Воронежская область, РСФСР, СССР) — российский политик. Заслуженный экономист РФ, доктор экономических наук, профессор, член Совета Федерации РФ с 2001 по 2004 годы.

## Биография
Родился 22 июня 1939 года в селе Щучье Лискинского района Воронежской области.
Окончил электротехнический факультет Воронежского политехнического института в 1968 году.
С 1969 по 1991 год — работал в Воронежском политехническом институте на должностях от аспиранта до заведующего кафедрой
С 1991 по 1993 год — депутат Воронежского областного Совета народных депутатов. С 1993 по 1996 год — первый вице-губернатор Воронежской области.
В дальнейшем до 2004 года работал ректором воронежского филиала Российской академии государственной службы при Президенте РФ.
С 2001 по 2004 год — представитель в Совете Федерации Федерального Собрания РФ от администрации Воронежской области, член Комитета по бюджету, первый заместитель председателя Комиссии по взаимодействию со Счетной палатой РФ, член Комиссии по методологии реализации конституционных полномочий Совета Федерации.
Автор около 200 научных и методических трудов, в том числе монографий, книг и учебных пособий, почетный доктор Европейского Университета, академик РАЕН, академик международной академии наук о природе и обществе (МАНПО), академик и президент Воронежского регионального отделения Академии проблем качества, кандидат технических наук, доктор экономических наук, Заслуженный экономист РФ.
Почётный гражданин Лискинского района (2002).
Женат.